# Fotbalová národní liga 2015/2016
Sezóna 2015/16 byla 23. ročníkem 2. nejvyšší české fotbalové soutěže. Začal v neděli 31. července 2015 a skončil v sobotu 28. května 2016.. Každé mužstvo odehrálo celkem 28 utkání systémem každý s každým (jednou na domácím hřišti a jednou na hřišti soupeře). Vzhledem k netradičnímu lichému počtu účastníků (15) mělo v každém kole jedno mužstvo tzv. volný los, tedy v tomto kole nehrálo. V ročníku 2016/17 se počet účastníků vrátí na tradičních šestnáct.

## Změny týmů
Z loňského ročníku první ligy do této soutěže sestoupily týmy SK Dynamo České Budějovice a FC Hradec Králové, naopak do 1. ligy postoupily SK Sigma Olomouc a FC Fastav Zlín. Ze soutěže z finančních důvodů sestoupil klub FK Viktoria Žižkov a tak měly z ČFL postoupit dva týmy. Vítěz soutěže FC Bohemians Praha postup odmítl, a tak byla ostatním klubům nabídnuta 2 postupová místa, ovšem většina klubů postup také odmítla a přijal jej pouze FK Slavoj Vyšehrad. Z MSFL postoupil B tým Sigmy Olomouc.

## Lokalizace
- Praha – FK Slavoj Vyšehrad
- Moravskoslezský kraj – MFK OKD Karviná, MFK Frýdek-Místek, FK Fotbal Třinec, SFC Opava
- Středočeský kraj – FC Graffin Vlašim
- Pardubický kraj – FK Pardubice
- Ústecký kraj – FK Ústí nad Labem, FK Varnsdorf
- Karlovarský kraj – FK Baník Sokolov
- Jihočeský kraj – SK Dynamo České Budějovice, FC MAS Táborsko
- Jihomoravský kraj - 1. SC Znojmo
- Olomoucký kraj - SK Sigma Olomouc „B“
- Královéhradecký kraj - FC Hradec Králové

## Konečná tabulka
| Poř. | Tým                            | Z  | V  | R  | P  | VG | OG | B  |
| ---- | ------------------------------ | -- | -- | -- | -- | -- | -- | -- |
| 1.   | MFK OKD Karviná                | 28 | 17 | 8  | 3  | 50 | 17 | 59 |
| 2.   | FC Hradec Králové (S)          | 28 | 17 | 8  | 3  | 45 | 16 | 59 |
| 3.   | 1. SC Znojmo                   | 28 | 17 | 5  | 6  | 62 | 33 | 56 |
| 4.   | FK Baník Sokolov               | 28 | 10 | 11 | 7  | 32 | 26 | 41 |
| 5.   | FC MAS Táborsko                | 28 | 9  | 12 | 7  | 39 | 34 | 39 |
| 6.   | FK Pardubice                   | 28 | 10 | 8  | 10 | 29 | 29 | 38 |
| 7.   | FK Ústí nad Labem              | 28 | 8  | 11 | 9  | 39 | 38 | 35 |
| 8.   | FC Sellier & Bellot Vlašim     | 28 | 9  | 8  | 11 | 35 | 33 | 35 |
| 9.   | FK Varnsdorf                   | 28 | 8  | 10 | 10 | 35 | 44 | 34 |
| 10.  | MFK Frýdek-Místek              | 28 | 8  | 9  | 11 | 30 | 37 | 33 |
| 11.  | SFC Opava                      | 28 | 6  | 14 | 8  | 34 | 37 | 32 |
| 12.  | SK Dynamo České Budějovice (S) | 28 | 6  | 14 | 8  | 41 | 48 | 32 |
| 13.  | FK Fotbal Třinec               | 28 | 6  | 9  | 13 | 29 | 41 | 27 |
| 14.  | SK Sigma Olomouc „B“ (N)       | 28 | 5  | 6  | 17 | 23 | 49 | 21 |
| 15.  | FK Slavoj Vyšehrad (N)         | 28 | 5  | 5  | 18 | 20 | 61 | 20 |

Poznámky:
- Z = Odehrané zápasy; V = Vítězství; R = Remízy; P = Prohry; VG = Vstřelené góly; OG = Obdržené góly; B = Body
- S = nováček (minulou sezónu hrál vyšší soutěž a sestoupil); N = nováček (minulou sezónu hrál nižší soutěž a postoupil)
- B-mužstvo Sigmy sestoupilo nuceně kvůli sestupu A-mužstva z 1. ligy.

|  | Postup do ePojisteni.cz ligy 2016/17 |
|  | Sestup do ČFL 2016/17                |
|  | Sestup do MSFL 2016/17               |

## Soupisky mužstev
Zdroje: 

### MFK OKD Karviná
Branislav Pindroch (28/0/16) –
Lukáš Budínský (28/11),
Oldřich Byrtus (1/0),
Pavel Dreksa (26/1),
Lukáš Duda (3/0),
Pavel Eismann (28/0),
Matěj Fiala (15/2),
Petr Glaser (9/1),
Jan Hošek (13/1),
Marek Janečka (13/2),
Mihailo Jovanović (15/2),
Václav Juřena (17/1),
Lukáš Kurušta (1/0),
Peter Lupčo (4/0),
Jan Moravec (24/6),
Filip Panák (11/1),
Zbyněk Pospěch (9/5),
Erik Puchel (23/2),
Sander Puri (9/2),
Jan Růžička (21/0),
Jan Sedlák (21/2),
Matej Sivrić (13/2),
Jan Šisler (16/4),
Ľubomír Urgela (26/5),
Richard Vaněk (3/0),
Jaroslav Zelený (12/0) – trenér Jozef Weber, asistent Josef Mucha

### SK Hradec Králové
Jiří Lindr (3/0/0),
Adam Ordelt (1/0/0),
Radim Ottmar (26/0/18) –
Jiří Bederka (5/0),
Pavel Černý (20/3),
Tomáš Holeš (26/1),
Jakub Chleboun (13/0),
Jiří Janoušek (25/0),
Jan Javůrek (3/0),
Marek Krátký (12/1),
Pavel Krmaš (23/2),
Tomáš Malinský (28/2),
Petr Mareš (20/4),
Martin Nosek (25/0),
Peter Nworah (5/4),
Jan Pázler (25/17),
Marek Plašil (19/0/1),
Jan Shejbal (2/0),
Petr Schwarz (20/3),
Igor Súkenník (17/2),
Daniel Trubač (19/2),
David Vaněček (11/1),
Adam Vlkanova (25/6),
Filip Zorvan (19/1) –
trenér Bohuslav Pilný

### 1. SC Znojmo
Jiří Doleček (9/0/2),
Vlastimil Veselý (21/0/4) –
Ali Alaca (4/0),
Tomáš Bělíček (2/0),
Patrik Bogner (3/2),
Tomáš Cihlář (19/0),
David Helísek (28/1),
Roman Hříbek (1/0),
Oldřich Kostorek (2/0),
Pavel Lapeš (11/0),
David Ledecký (26/9),
Radek Mezlík (26/2),
Roman Nehyba (2/0),
Radim Nepožitek (22/4),
Stijepo Njire (24/4),
Daniel Odehnal (25/1),
Tomáš Okleštěk (24/6),
Jakub Pokorný (11/2),
Jevgenij Serenkov (2/0),
Bronislav Stáňa (23/3),
Jindřich Stehlík (2/0),
Jaroslav Svozil (11/0),
Rostislav Šamánek (27/8),
Šimon Šumbera (25/8),
Petr Vavřík (1/0),
Tomáš Weber (12/2),
Kubilay Yilmaz (1/0),
Libor Žondra (24/9) –
trenér Radim Kučera, asistent Roman Vojvodík

### FK Ústí nad Labem
Marián Tvrdoň (8/0/-),
Zdeněk Zacharda (21/0/-) –
Petr Barnat (3/0),
Faouzi Bourenane (6/0),
Tomáš Bubeníček (1/0),
Josef Eliáš (26/4),
Petr Hošek (12/0),
Alois Hyčka (11/3),
Jan Králík (19/4),
Antonín Křapka (11/0),
Jan Křivonoska (1/0),
Kryštof Kubný (1/0),
Michal Leibl (20/1),
Jan Martykán (13/2),
Jiří Miškovič (28/1),
Filip Novotný (14/2),
Jan Peterka (25/0),
Jakub Pícha (3/0),
Daniel Procházka (10/2),
Momčilo Rašo (4/0),
Tomáš Smola (27/9),
Ivan Šnirc (25/1),
Lukáš Vaněk (26/0),
Richard Veverka (15/2),
Petr Výborný (8/0),
Michal Zeman (26/7),
Adnan Zukić (26/1) –
trenér Petr Němec

### MFK Frýdek-Místek
Matej Mihálek (15/0/4),
Pavol Penksa (3/0/0),
Ondřej Prepsl (11/0/1) –
Bello Babatounde (12/0),
Oldřich Byrtus (10/0),
Lukáš Ďuriška (20/0),
Jan Farský (1/0),
Petr Hošek (11/3),
Tomáš Hykel (8/0),
Pavol Ilko (14/1),
Matej Ižvolt (24/3),
Marián Jarabica (17/0),
Martin Klabník (14/1),
Patrik Krčula (20/1),
Dario Krišto (24/3),
Petr Literák (20/1),
Martin Matúš (4/0),
Emmanuel Mensah (2/0), 
Adi Mehremić (9/0),
Thiago Silveira da Silva (6/0),
Michal Skwarczek (12/1),
Martin Slaninka (12/1),
Lukáš Stratil (16/6),
Michal Švrček (24/3),
Erik Talián (6/0),
Pavel Tobiáš (6/1),
Erik Uljaky (25/0),
Dalibor Vašenda (7/0),
Martin Vyskočil (25/5),
Petr Zapalač (9/0) – trenér Mikuláš Radványi, asistent Ľuboš Berešík

### SFC Opava
Josef Květon (7/0/3),
Petr Vašek (21/0/5) –
Tomáš Čelůstka (14/0),
Josef Dvorník (18/0),
Dominik Fišer (1/0),
Radim Grussmann (25/0),
Luboš Horka (14/0),
Matěj Hrabina (18/0),
Jakub Janetzký (13/2),
Václav Jurečka (27/4),
Tomáš Jursa (19/2),
Nemanja Kuzmanović (25/7),
Tomáš Machálek (7/0),
František Metelka (5/0),
Václav Mozol (12/0),
Tomáš Mrázek (22/2),
Zbyněk Pospěch (9/5),
Zdeněk Pospěch (24/1),
Jakub Přichystal (12/1),
Jan Schaffartzik (23/3),
Dominik Simerský (27/2),
Jan Svatonský (5/0),
Jan Žídek (22/2) – trenér Jan Baránek, asistent Ludevít Grmela

### FK Fotbal Třinec
Lukáš Paleček (28/0/8) –
Muamer Avdić (1/0),
Imrich Bedecs (25/1),
Tomáš Benetka (1/0),
Miroslav Ceplák (14/1),
Marek Čelůstka (20/1),
Daniel Černý (4/1),
René Dedič (24/6),
Pavel Hloch (21/1),
Jiří Janoščin (25/1),
Martin Janošík (12/1),
Petr Joukl (25/0),
Tomáš Knötig (8/0),
Peter Kučera (5/0),
Mario Latocha (4/0),
Jaroslav Málek (21/1),
Pavel Malcharek (22/6),
Martin Motyčka (15/0),
Václav Mozol (15/1),
Mikk Reintam (5/0),
Lukáš Salachna (21/1),
Martin Samiec (5/0),
Marek Szotkowski (7/1),
Peter Šenk (1/0)
Jakub Teplý (16/4),
Václav Tomeček (6/1),
Filip Tomovič (6/0),
Michal Velner (22/0),
Benjamin Vomáčka (10/0),
Pavol Zimka (2/0) – trenéři Radim Nečas st. (1.–15. kolo), Karel Kula (16.–30. kolo), asistenti Kamil Papuga (1.–15. kolo), Martin Zbončák (16.–30. kolo)

### SK Sigma Olomouc „B“
Martin Blaha (3/0/0),
Michal Reichl (6/0/2),
Štěpán Spurný (19/0/5) –
Lukáš Buchvaldek (13/1),
Denis Cana (2/0),
Šimon Falta (13/1),
Jakub Habusta (21/2),
Juraj Halenár (1/0),
Jan Hladík (24/2),
David Houska (2/0),
Matěj Hýbl (19/0),
Tomáš Chorý (7/1),
Václav Jemelka (25/0),
Lukáš Kalvach (26/2),
Marcel Krayzel (1/0),
Radek Látal (3/0),
Tomáš Malec (4/2),
Pavel Moulis (13/1),
Jakub Plšek (5/4),
Uroš Radaković (1/0),
Jan Rajnoch (11/0),
Filip Richter (12/0),
Renars Rode (1/0),
Jakub Rolinc (11/3),
Marek Schmidt (7/0),
Marek Socha (1/0),
Pavel Smékal (1/0),
Jaroslav Svozil (8/0),
Adam Ševčík (12/0),
Ondřej Ševčík (13/0),
Petr Ševčík (12/0),
Martin Šindelář (8/1),
Vojtěch Štěpán (5/0),
Jan Štěrba (19/0),
Jiří Texl (26/1),
Adam Varadi (2/1),
Václav Vašíček (2/0),
Jakub Vichta (5/0),
Patrik Voleský (1/0),
Jakub Yunis (8/1),
Tomáš Zahradníček (10/0),
Farid Zato-Arouna (2/0) – trenér Augustin Chromý, asistent Jan Krajčovič

## Střelci
Aktuální po skončení soutěže 28. května 2016.
| Pořadí | Střelec         | Klub              | Góly |
| ------ | --------------- | ----------------- | ---- |
| 1.     | Jan Pázler      | FC Hradec Králové | 17   |
| 2.     | Lukáš Budínský  | MFK OKD Karviná   | 11   |
| 3.     | Ladislav Martan | FK Varnsdorf      | 11   |
| 4.     | Zbyněk Pospěch  | Opava 5/Karviná 5 | 10   |

## Personál a ostatní
Stav na k 31. červenci (začátek sezóny)
| Klub                       | Hlavní trenér               | Soupisky |
| -------------------------- | --------------------------- | -------- |
| FK Slavoj Vyšehrad         | Tomáš Holeček               | Zde      |
| MFK OKD Karviná            | Jozef Weber                 | Zde      |
| MFK Frýdek-Místek          | Mikuláš Radványi            | Zde      |
| FK Fotbal Třinec           | Radim Nečas                 | Zde      |
| SFC Opava                  | Jan Baránek                 | Zde      |
| FC Graffin Vlašim          | Vlastimil Petržela          | Zde      |
| FK Pardubice               | Jaroslav Míchal Jiří Krejčí | Zde      |
| FK Ústí nad Labem          | Petr Němec                  | Zde      |
| FK Varnsdorf               | Roman Skuhravý              | Zde      |
| FK Baník Sokolov           | Daniel Šmejkal              | Zde      |
| SK Dynamo České Budějovice | František Cipro             | Zde      |
| FC MAS Táborsko            | Petr Frňka                  | Zde      |
| 1. SC Znojmo               | Petr Uličný                 | Zde      |
| SK Sigma Olomouc B         | Augustin Chromý             | Zde      |
| FC Hradec Králové          | Bohuslav Pilný              | Zde      |